# マイケル・テイラー (野球)
マイケル・デビッド・テイラー（Michael David Taylor 、1985年12月19日 - ）は、アメリカ合衆国・メリーランド州チェバリー出身の元プロ野球選手（外野手）。右投右打。

## 経歴

### 生い立ち
フロリダ州アポプカのアポプカ高等学校、スタンフォード大学に進学した。

### フィリーズ傘下時代
2007年のMLBドラフトで、その身体能力と長打力に目を付けたフィラデルフィア・フィリーズから5巡目(全体173位)で指名され、入団。プロ入り当初、スカウトの間では木製バットへの対応力を疑問視する声もあった。
2008年にはA級レイクウッド・ブルークロウズとA+級クリアウォーター・スレッシャーズで打率.346、18本塁打、OPS.968を記録し、有望株として注目され始めた。
2009年はAA級レディング・フィリーズとAAA級リーハイバレー・アイアンピッグスで打率.320、20本塁打、84打点、21盗塁、OPS.944の好成績を残し、フィリーズ傘下のマイナーで最も優秀な成績を残した打者と投手1人ずつに贈られる「ポール・オーウェンズ賞」を受賞した。

### アスレチックス時代
2009年12月16日、ロイ・ハラデイとのトレードでカイル・ドレイベック、トラビス・ダーノーと共にトロント・ブルージェイズへ移籍したが、その直後にブレット・ウォレスとのトレードでオークランド・アスレチックスへ移籍した。このオフには、「ベースボール・アメリカ」誌選定の有望株ランキングにおいて、球団内ではクリス・カーターに次ぐ2位、マイナー全体では29位の評価を受けた。
2010年はAAA級サクラメント・リバーキャッツで開幕。同年中のメジャーデビューは確実視されていたが、足の故障もあって打率.272、6本塁打、OPS.740と期待外れな成績に終わり、メジャーに昇格することは出来なかった。
2011年も、前年に引き続いてAAA級サクラメントに所属。9月2日のシアトル・マリナーズ戦でメジャーデビュー。
2014年3月29日にDFAとなった。4月3日にAAA級サクラメントへ降格した。

### ホワイトソックス時代
2014年6月15日にジェイク・サンチェスとのトレードで、シカゴ・ホワイトソックスへ移籍した。9月2日にホワイトソックスとメジャー契約を結んだ。オフの10月24日に40人枠を外れ、AAA級シャーロットへ降格したが、マイナー契約を拒否したため、FAとなった。同年のレギュラーシーズンでは、自己最多タイとなる11試合に出場して、こちらも自己最高の打率.250をマークしたが、目立った活躍はなかった。

### 現役引退
2015年1月10日にホワイトソックスとマイナー契約で再契約を結んだ。しかし、3月10日に現役引退を表明した。

## 選手としての特徴
- 恵まれた体格と優れた身体能力を持ち、とあるスカウトからは「身体能力の高いジャーメイン・ダイ」と評されていた有望株であったが[12]、アスレチックス移籍後は故障もあって満足のいく打撃成績を残せていない[6]。
- 9歳の時に1型糖尿病を発症し、プロ入り後も毎日インスリン注射をしながらプレーした[12]。

## 詳細情報

### 年度別打撃成績
| 年 度     | 球 団     | 試 合 | 打 席 | 打 数 | 得 点 | 安 打 | 二 塁 打 | 三 塁 打 | 本 塁 打 | 塁 打 | 打 点 | 盗 塁 | 盗 塁 死 | 犠 打 | 犠 飛 | 四 球 | 敬 遠 | 死 球 | 三 振 | 併 殺 打 | 打 率 | 出 塁 率 | 長 打 率 | O P S |
| --------- | --------- | ----- | ----- | ----- | ----- | ----- | -------- | -------- | -------- | ----- | ----- | ----- | -------- | ----- | ----- | ----- | ----- | ----- | ----- | -------- | ----- | -------- | -------- | ----- |
| 2011      | OAK       | 11    | 35    | 30    | 4     | 6     | 0        | 0        | 1        | 9     | 1     | 0     | 0        | 0     | 0     | 5     | 0     | 0     | 11    | 0        | .200  | .314     | .300     | .614  |
| 2012      | OAK       | 6     | 21    | 21    | 2     | 3     | 1        | 0        | 0        | 4     | 0     | 0     | 0        | 0     | 0     | 0     | 0     | 0     | 10    | 1        | .143  | .143     | .190     | .333  |
| 2013      | OAK       | 9     | 25    | 23    | 0     | 1     | 0        | 0        | 0        | 1     | 0     | 0     | 0        | 0     | 0     | 2     | 0     | 0     | 5     | 1        | .043  | .120     | .043     | .163  |
| 2014      | CHW       | 11    | 33    | 28    | 3     | 7     | 1        | 0        | 0        | 8     | 0     | 0     | 0        | 0     | 0     | 5     | 0     | 0     | 9     | 0        | .250  | .364     | .286     | .649  |
| 通算：4年 | 通算：4年 | 37    | 114   | 102   | 9     | 17    | 2        | 0        | 1        | 22    | 1     | 0     | 0        | 0     | 0     | 12    | 0     | 0     | 35    | 2        | .167  | .254     | .216     | .470  |

### 背番号
- 23 (2011年 - 2013年)
- 51 (2014年)